# Рудникове освітлення
Руднико́ве осві́тлення (рос. освещение горных предприятий, англ. mine lighting; нім. Beleuchtung f der Bergbaubetriebe) — сукупність способів і засобів одержання, розподілу та використання світлової енергії для створення сприятливих умов ведення гірничих робіт. Рудникове освітлення забезпечує необхідну освітленість виробничих приміщень, гірничих виробок за допомогою штучних джерел світла.
Нормами регламентуються кількісні і якісні характеристики рудникового освітлення: рівень освітленості, рівномірний розподіл світлового потоку на робочих поверхнях, відсутність пульсацій і різких змін освітленості у часі, обмеження або усунення зорового дискомфорту або стану засліпленості, усунення небажаного блиску поверхонь, що відсвічують в напрямі очей людини, сприятливий спектральний склад світла, умови тінеутворення, яскравість всіх навколишніх поверхонь, включаючи стелю і стіни приміщень.